# Södra korset
Södra korset (Crux på latin) är en stjärnbild på den södra stjärnhimlen. Konstellationen är en av de 88 moderna stjärnbilderna som erkänns av den Internationella Astronomiska Unionen.
Södra korset är den minsta stjärnbilden på stjärnhimlen. Södra korset återfinns ofta i oceaniska nationalflaggor, bland annat Australiens, Nya Zeelands, Papua Nya Guineas och Samoas. Man hittar också korset i den brasilianska flaggan och i flera regionala flaggor från Argentina (Santa Cruz i Patagonien och Eldslandet) och Chile (Magallanes).

## Historik

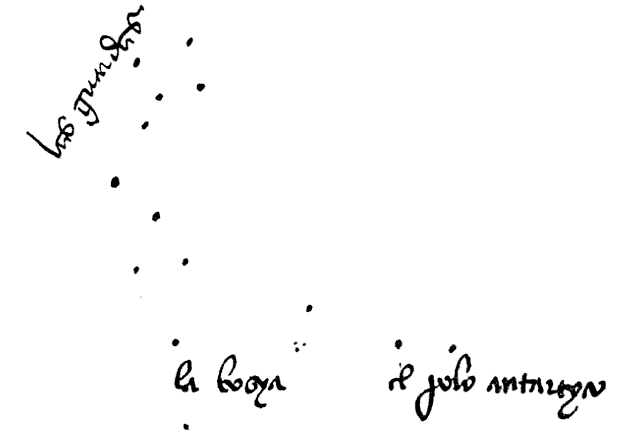
Avbildning av Södra korset med namnet 'Las Guardas' av läkaren och astronomen Mestre João Faras i ett brev till Manuel I av Portugal den 1 maj 1500, från det nyupptäckta landet Brasilien.

Konstellationen var känd när konstellationerna listades av astronomen Klaudios Ptolemaios i hans samlingsverk Almagest, men räknades då till Kentauren. På grund av precessionen har Södra korset flyttats längre söderut och den går numera inte upp över horisonten i Europa. Stjärnbilden ”glömdes bort”, men återupptäcktes av européerna under renässansen, när expeditioner till södra halvklotet gjordes. 
Den italienske upptäcktsresanden Alvise Cadamosto beskrev förmodligen Södra korset vid en resa längs Gambiafloden 1455. Han kallade den carro dell'ostro ("södra vagnen").  Emellertid blev stjärnbilden felaktigt avbildad. Historiker ser istället astronomen och läkaren João Faras som den förste europé som beskrev stjärnbilden.
I den stjärnatlas som publicerades av den nederländske astronomen Petrus Plancius och den flamländske kartografen Jodocus Hondius i slutet av 1590-talet avbildades Södra korset för första gången skild från Kentauren. Stjärnorna katalogiserades 1603 av den holländske upptäcktsresanden Frederick de Houtman in 1603.

## Stjärnor

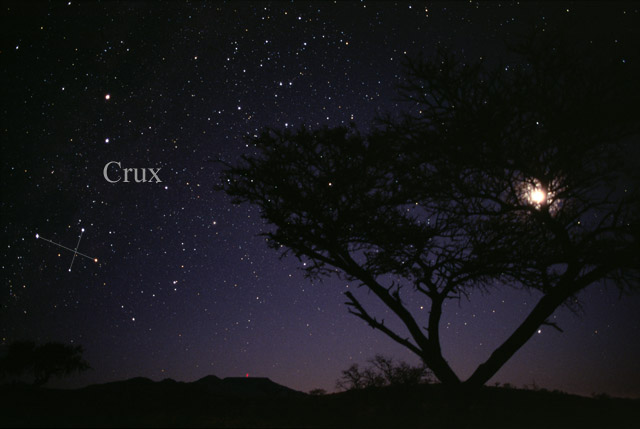
Stjärnbilden Södra korset (Crux) som den kan ses med blotta ögat.

Södra korset har flera starka stjärnor trots sin litenhet. Acrux, Alfa Crucis, med magnitud 0,81 är starkast och också stjärnhimlens 12:e ljusstarkaste stjärna.
- α - Alfa Crucis (Acrux) är en multipelstjärna som är ljusstarkast med magnitud 0,81. De två huvudstjärnorna är båda av spektralklass O och med hög luminositet.[9]
- β - Beta Crucis (Mimosa, Becrux) är stjärnhimlens 20:e ljusstarkaste stjärna med magnitud 1,25.[10] Mimosa är en variabel stjärna av  Beta Cephei-typ. Mimosa har fått namnet av sin safirblåa färg, är ett spektroskopisk dubbelstjärna av spektraltyp B0.5IV.
- γ - Gamma Crucis (Gacrux) är en röd jättestjärna av spektralklass M4III och magnitud 1,59.
- δ - Delta Crucis är av spektralklass B2IV och magnitud 2,78. Den är variabel, också av Beta Cephei-typ.
- ζ - Zeta Crucis är en dubbelstjärna med den sammantagna magnituden 4,04.
- ε - Epsilon Crucis är en orange jätte av spektralklass K3III och magnitud 3,56.
- θ - Theta Crucis är en designation som två stjärnsystem fått sig tilldelat.Theta-1 är en spektroskopisk dubbelstjärna av magnitud 4,30. Theta-2 Crucis är också en spektroskopisk dubbelstjärna, där stjärnorna hare n omloppstid av 3,428 dygn. Den ena av stjärnorna är en variabel av Beta Cephei-typ. Den sammantagna magnituden är 4,72.
- λ - Lambda Crucis är en blåvit dvärgstjärna av magnitud 4,6, med spektralklass B4Vne. Även den är variabel av Beta Cephei-typ, med perioden 0,3951 dygn.
- ι - Iota Crucis är en orange jättestjärna av spektralklass K0 III och magnitud 4,69.

## Djuprymdsobjekt
Stjärnbilden har flera intressanta objekt, trots sin litenhet, men innehåller inga Messierobjekt.

### Stjärnhopar
- NGC 4609 (Caldwell 98) är en öppen stjärnhop.
- NGC 4755 (Caldwell 94, Juvellådan eller Kappa Crucis-hopen) är en öppen stjärnhop med en uppskattad ålder av endast 14 miljoner år. Det gör den till en av de yngsta stjärnhoparna som upptäckts. Stjärnhopen består av ungefär 100 stjärnor och har en sammantagen ljusstyrka av magnitud 4,2. De tre ljusstarkaste stjärnorna har fått smeknamnet ”Trafikljusen” på grund av deras skilda färger. Den starkaste stjärnan är Kappa Crucis (HD 111973), en röd superjätte med magnitud 5,98.[12]

### Nebulosor
- Kolsäcken (Caldwell 99) är en mörk nebulosa på cirka 600 ljusårs avstånd. Den har en skenbar storlek på sju gånger fem grader och sträcker sig därför in i angränsande stjärnbilder, Flugan och Kentauren.[13]

## Navigation

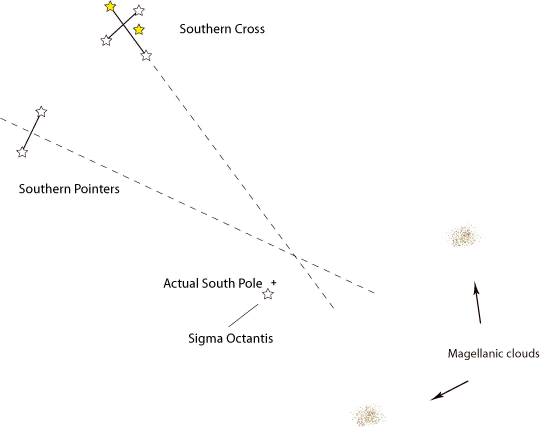
Södra korset pekar ut himmelspolen. Det är Alfa och Gamma Crucis som utgör pekare mot den södra himmelspolen.

På södra stjärnhimlen används Södra korset på ett motsvarande sätt som Polstjärnan på den norra. Stjärnbilden bildar en asterism som pekar på himmelspolen, se bilden till vänster.